# جيم هيرنغ
جيم هيرنغ (بالإنجليزية: Jim Herring)‏ هو قاضي ومحامي أمريكي، ولد في 13 نوفمبر 1938 في كانتون في الولايات المتحدة.